# Kleusberg (Unternehmen)
Koordinaten: 50° 48′ 58,6″ N, 7° 42′ 52,4″ O
Die Kleusberg Holding GmbH & Co. KG ist ein deutsches Unternehmen, das modulare Bausysteme sowie mobile Raumsysteme fertigt. Die europaweit agierende Firmengruppe beschäftigt an 13 Standorten in Deutschland etwa 1.400 Mitarbeiter zzgl. 80 Auszubildende. Kleusberg ist seit Gründung 1948 in Familienbesitz. Das Unternehmen erzielte im Jahr 2023 eine Gesamtleistung von 386 Millionen Euro.

## Geschichte
1948 begann die Entwicklung des Unternehmens mit der Gründung einer Bau- und Möbelschreinerei in Morsbach (NRW). Der Betrieb stellte Möbelstücke, Außentüren und später auch Treppen her. Ab den 1960er Jahren erstellte das Unternehmen Zweckbauten, produzierte Baustellenwagen und Holzbauten für Bauunternehmen.
Mit Beginn der 1970er Jahre erstellte Kleusberg die ersten Zweckgebäude für gewerbliche Kunden und öffentliche Auftraggeber. Im gleichen Zeitraum entwickelte und produzierte man die ersten Bürocontainer.
Nachdem die Kapazität der Betriebsräume in Morsbach nicht mehr ausreichte, errichtete das Unternehmen eine erste Fertigungshalle in der Nachbargemeinde Wissen (Rheinland-Pfalz), deren Grundstein 1972 gelegt wurde. Im Laufe der 1980er Jahre errichtete Kleusberg in Wissen mehrere Fertigungshallen mit insgesamt 20.500 Quadratmetern Produktionsfläche.
Im Jahre 1992 erwarb Kleusberg von der Treuhand den VEB Raumzellen und Fertighausbau in Dölbau bei Halle/Saale (Sachsen-Anhalt). Dort wurde 1994 ein Werk mit 16.300 Quadratmetern Produktionsfläche für den Bau von Modul- und Systemgebäuden errichtet. Das Werk in Dölbau ist mittlerweile die Hauptproduktionsstätte von Kleusberg.
Seit Mitte der 1990er Jahre ist die Herstellung sowie der Vertrieb von Hallenbüros, Meisterkabinen, Trennwandsystemen und Einhausungen als Indoor-Raumlösung Trendline hinzugekommen.
Das Unternehmen setzt seit 2013 verstärkt auf die betriebseigene Ausbildung und nahm dazu in Wissen ein neues Ausbildungszentrum in Betrieb.
2016 erweiterte Kleusberg seinen Firmensitz in Wissen (an der Sieg) um 12.000 Quadratmeter. Die Produktionsfläche umfasst dort nun 20.500 Quadratmeter.
Um das Mietgeschäft in der Region auszuweiten, kaufte Kleusberg im Umland des Kabelsketaler Ortsteils Gröbers, weitere 200.000 Quadratmeter Grundstücksfläche. Auf dieser Fläche entstand ein rund 13.300 Quadratmeter großer Hallenneubau sowie rund 60.000 Quadratmeter befestigte Lagerfläche für die Aufbereitung sowie den Umschlag von mobilen Mietgebäuden.
Im Jahr 2020 erwarb Kleusberg den Frankfurter Baumaschinenhändler und Kranvermieter Rhein-Main-Baugeräte.
Seither hat das Unternehmen weitere Vertriebsstandorte in Olpe, Berlin und Düsseldorf dazugewonnen, um auf den Anforderungen und Wünsche der Kunden noch besser reagieren zu können.

## Unternehmensstruktur
Die Kleusberg Holding GmbH & Co. KG umfasst folgende Unternehmen:
- Kleusberg GmbH & Co.KG
- Kleusberg Grundstücksverwaltungs-GmbH & Co. KG
- Kleusberg Komplementär GmbH
- Kleusberg Projekt GmbH
- Rhein-Main-Baugeräte GmbH & Co. KG

## Unternehmensbereiche

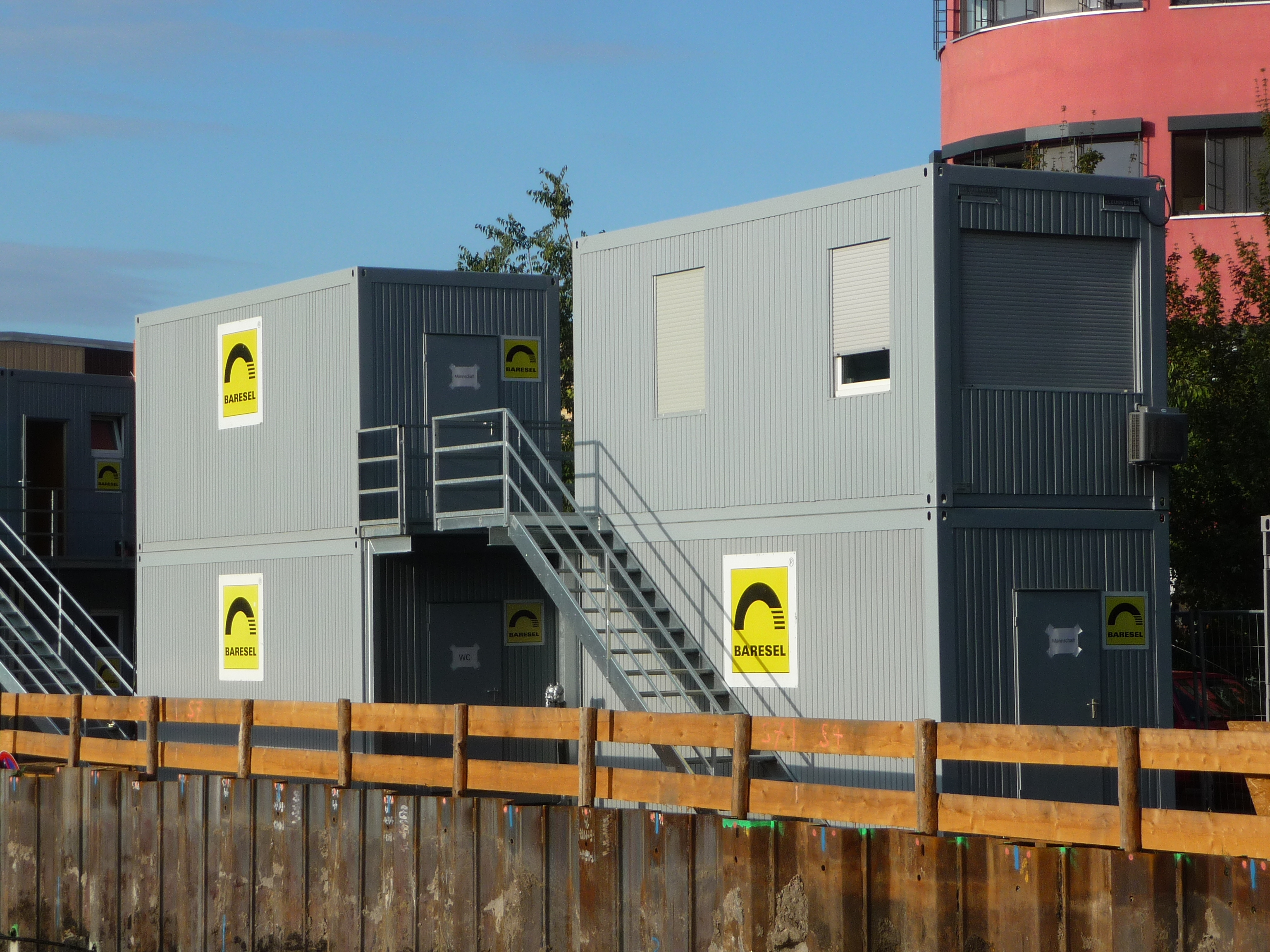
Baustellen Container aus dem Mietsystem "SOLID" im Einsatz bei Baresel in Ludwigshafen am Rhein

### Modulares Bauen
Das Bauen mit industriell vorgefertigten Raummodulen in standardisierten Größen bildet das Kerngeschäft.
Die Raummodule bestehen in der Grundkonstruktion aus Stahl oder Holz. Neben den klassischen Stahl- und Holzmodulbauweisen bietet KLEUSBERG auch die Hybride Bauweise als Kombination zwischen der modularen und der konventionellen Bauart an. Die Einsatzgebiete sind
Büro- und Verwaltungsgebäude, Schulen, Kindergärten, Medizinische Gebäude, Pflegeheime und Wohnunterkünfte.

### Mobile Mietgebäude
Unter Mobilen Mietgebäuden versteht man Raumeinheiten, die miteinander verbunden werden und eine freie Raumaufteilung ermöglichen. Die Raumeinheiten bestehen aus einer selbsttragenden Stahlrahmenkonstruktion und werden im Werk vorgefertigt. Die Einsatzgebiete sind Interims- und Baustellenbüro, Wohnunterkünfte, Schulen und Kindertagesstätten. Dieses System ist für Einsatz zur Miete mit bis zu 48 Monaten konzipiert und ermöglicht bis zu drei Geschosse.

### ModuLine
ModuLine stellt die Gebäudelösung auf Langzeitmietbasis dar. Auch hier handelt es sich um Stahlrahmenkonstruktionen, die mit Trockenbauwänden ausgefacht werden. Anders als beim modularen Bauen funktioniert ModuLine nach dem Baukastenprinzip mit festen Modultypen.

### Halleneinbauten und -büros
Mit dem Namen Trendline wurde ein Baukastensystem aus Einzelwänden entwickelt, die beliebig kombinierbar sind. Dieses System ist bestimmt für den Einsatz in Werkhallen. Mit dem System können bis zu 3-geschossige Gebäude Haus in Haus, freistehend oder mit bis zu 3-seitiger Wandanbindung erstellt werden.